# Ken'ichi Suzumura
Ken'ichi Suzumura (鈴村 健一?, Suzumura Ken'ichi; Niigata, 12 settembre 1974) è un doppiatore e cantante giapponese, affiliato con l'agenzia Arts Vision.

## Carriera
Ha debuttato come doppiatore nella serie televisiva Macross 7 del 1994. È principalmente conosciuto per i ruoli di Hikaru Hitachiin in Ouran High School Host Club, Shinn Asuka in Mobile Suit Gundam SEED Destiny, Sogo Okita in Gintama, Lavi in D.Gray-man, e Ryutaros in Kamen Rider Den-O. Viene spesso chiamato Suzu o Muraken da Soichiro Hoshi e dai suoi fansi, o Suzuken da altri doppiatori. Suzumura fa anche parte del gruppo musicale STA MEN insieme a Junichi Suwabe, Daisuke Kishio, Hiroki Takahashi, Hiroyuki Yoshino, Makoto Yasumura e Kosuke Toriumi. Curiosamente, Suzumura è apparso in numerose opere in cui compare Maaya Sakamoto, e i personaggi dei due doppiatori sono sempre sentimentalmente coinvolti l'uno con l'altra (Mobile Suit Gundam SEED Destiny, Ouran High School Host Club, Final Fantasy VII, Kara no kyōkai).
Nel 2009 ha firmato un contratto con l'etichetta discografica Lantis con cui ha pubblicato nello stesso anno il suo primo album da solista, in cui Suzumara ha scritto personalmente tutti i brani interpretati. Nel 2009 ha pubblicato l'album Becoming, giunto sino alla quattordicesima posizione degli album più venduti in Giappone, a cui è seguito CHRONICLE to the future nel 2011. Nel 2008 Kenichi Suzumura è anche uno dei conduttori dell'evento annuale Original Entertainment Paradise (OrePara), insieme ad altri artisti della Lantis: Showtaro Morikubo, Daisuke Ono e Mitsuo Iwata.

## Ruoli interpretati

### Anime
- Air Gear OVA (Sora Takeuchi)
- Amatsuki (Ginshu)[1]
- Ashita no Nadja (Leonardo Cardinale)
- Astro Boy (Yukio Nishino)
- Atashin'chi (Mizushima)
- Avenger (Teo)
- Babel II - Beyond Infinity (Kōichi Kamiya)
- Beyblade (Fuji, Steve, Bartholomew)
- Birdy the Mighty Decode (Satyajit Shyamalan)
- Black Butler (Demon triplets Thompson, Timber, and Canterbury)
- Bokurano (Kai Hata)
- Boys Be (Kyōichi Kanzaki)
- Bright: Samurai Soul (Ōkubo)
- Brothers Conflict (Tsubaki Asahina)
- Bucky - The Incredible Kid (Might, Ranmaru)
- Bus Gamer (Toki Mishiba)
- Captain Tsubasa (Road to 2002) (Genzō Wakabayashi)
- Chibi Maruko-chan (Yamaguchi)
- Crayon Shin-chan (Naoki)
- Cromartie High School (Makio Tanaka)
- D.Gray-man (Lavi)
- Danna ga nani o itteiru ka wakaranai ken (Hajime)
- Detective School Q (Kamiuchi)
- Digimon Frontier (Koichi Kimura, Duskmon, Velgemon, Lowemon, JagerLowemon)
- Divergence Eve (Nodera, Lieutenant Azevedo, Operator)
- Dragon Drive (Hikaru)
- Fairy Tail (Rogue Cheney)
- Fresh Pretty Cure! (Soular)
- Gad Guard (Hajiki Sanada)
- Gakuen Alice (Reo Mouri)[2]
- Gakuen Heaven (Taki Shunsuke)
- Galaxy Angel (Minister's secretary Katō)
- Gals! (Yūya Asō)
- Gear Fighter Dendoh (Subaru)
- Gintama (Sōgo Okita)
- Gokusen (Shin Sawada)
- Gravion (Eiji Shigure)
- Gravion Zwei (Eiji Shigure)
- Hanbun no tsuki ga noboru sora (Yūichi Ezaki)
- Hero Tales - Le cronache di Hagun (Taitō)
- Hikaru no Go (Shin'ichirō Isumi)
- Hungry Heart: Wild Striker (Yūki Kagami, Yūya Kiba)
- Ichigo 100% (Junpei Manaka)
- Inazuma Eleven Ares no Tenbin e Orion no Kokuin (Seiya Nishikage)
- Infinite Dendrogram (Vincent Myers/Figaro)
- Ixion Saga DT (Gustave Gustaf)
- Kaikan Phrase (Atsuro Kiryuu)
- Kaleido Star (Dio)
- Imagin Anime (Ryutaros)
- Kazemakase Tsukikage Ran (Chief brewer)
- Kemono no sōja (Iaru)
- Kimi to boku (Kaname Tsukahara)
- Kokoro Library (Aigame)
- Kujibiki Unbalance (Mugio Rokuhara)
- Kuroko's Basket   (Atsushi Murasakibara)
- La stirpe delle tenebre (Yamashita)
- Let's & Go - Sulle ali di un turbo (Sakyō Majima)
- Lunar Legend Tsukihime (Shiki Tohno)
- Macross 7 (Morley) (debut)
- Macross Zero (Shin Kudo)
- Maid-sama! (Igarashi Tora)
- Mizuiro Jidai (Haruhiko Shibasaki)
- Mobile Suit Gundam SEED Destiny (Shinn Asuka)
- Nazca (Kyoji Miura/Bilka)
- Nanaka - Ma quanti anni hai? (Nenji Nagihara)
- Naruto Shippuden (Utakata)
- Nintama Rantarō (Seihachi)
- Noein (Atori)
- Onegai Twins (Kōsei Shimazaki)
- Ouran High School Host Club (Hikaru Hitachiin)
- PaRappa the Rapper (Matt)
- Peach Girl (Kairi Okayasu)
- Pokémon Advanced (Kachinuki Ryūhei)
- Pokémon (Hisashi, Saiga, Chīko)
- Popotan (Daichi [adult])
- Rokka no Yuusha (Hans Humpty)
- Rurouni Kenshin (serie animata 2023) (Kogoro Katsura)
- Saint Beast (Fuga no Maya)
- Sensitive Pornograph (Seiji Yamada)
- Shounen Onmyouji (Suzaku)
- Slap Up Party Arad Senki (Cabensis)
- Soul Eater (Kilik Lunge)
- Spiral: Suiri no kizuna (Ayumu Narumi)
- Starry☆Sky~in Winter~ (Tsubasa Amaha)
- Steam Detectives (Laborer, Narutaki)
- The Red Ranger Becomes an Adventurer in Another World (Vidan)
- The Twelve Kingdoms (Rakushun)
- TOKKO (Ranmaru Shindo)
- Trapped in a Dating Sim: The World of Otome Games Is Tough for Mobs (Julius Rapha Holfort)[3]
- Trinity Blood (Dietrich von Lohengrin)
- UFO Ultramaiden Valkyrie (Kazuto Tokino)
- Umineko no naku koro ni - (George Ushiromiya)
- Uta no Prince-sama - (Masato Hijirikawa)
- Witchblade (Hiroki Segawa)
- X (Kamui Shirō)
- Zombie-Loan (Chika Akatsuki)

### Videogiochi
- Marvel vs. Capcom 2: New Age of Heroes (Amingo)
- Galerians (Rainheart)
- Klonoa 2: Lunatea's Veil (Servo della Casa dei Fantasmi)
- Robot Alchemic Drive (Naoto Tsukioka)
- Zone of the Enders: The 2nd Runner (Leo Stenbuck)
- Final Fantasy X-2 (Gippal)
- Arc - Il tramonto degli Spiriti (Darc)
- Summon Night 3 (Ishlan)
- Mobile Suit Gundam SEED: Alliance vs. Z.A.F.T. (Shinn Asuka)
- Tales of Legendia (Senel Coolidge)
- Kingdom Hearts II (Demyx)
- Tales of the World: Radiant Mythology (Senel Coolidge)
- Crisis Core: Final Fantasy VII (Zack Fair)
- Super Robot Wars Z (Shinn Asuka, Eiji Shigure)
- Suikoden: Tierkreis (Asad)
- Dynasty Warriors: Gundam 2 (Shinn Asuka)
- Castlevania Judgment (Simon Belmont)
- Kingdom Hearts 358/2 Days (Demyx)
- Kingdom Hearts Birth by Sleep (Zack Fair)
- Dynasty Warriors: Gundam 3 (Shinn Asuka)
- Super Robot Wars Z2: Destruction Chapter (Shinn Asuka, Eiji Shigure)
- Phantom Breaker (Ren Tatewaki)
- Noora and the Time Studio: The Witch of the Foggy Forest (Ruttz Alenius)
- Final Fantasy Type-0 (Jack)
- Majikoi! R (Takuya Morooka)
- Kurohyō 2: Ryū ga Gotoku Ashura hen (Shinji Sakamoto)
- Super Robot Wars Z2: Rebirth Chapter (Shinn Asuka, Eiji Shigure)
- Mobile Suit Gundam SEED Battle Destiny (Shinn Asuka)
- Lollipop Chainsaw (Nick Carlyle)
- Phantasy Star Online 2 (Hagito)
- The Legend of Nayuta: Boundless Trails (Signa Alhazen, Selam)
- Sol Trigger (Klotho)
- Kingdom Hearts HD 1.5 Remix (Demyx)
- Naruto Shippuden: Ultimate Ninja Storm 3 (Utakata)
- Xblaze Code: Embryo (Ripper)
- Persona 4 Arena Ultimax (Sho Minazuki)
- Dynasty Warriors: Gundam Reborn (Shinn Asuka)
- Granblue Fantasy (Jeno, Sandalphon, Sogo Okita)
- Super Robot Wars Z3: Hell Chapter (Shinn Asuka, Cayenne Suzushiro)
- Naruto Shippuden: Ultimate Ninja Storm Revolution (Utakata)
- Super Robot Wars Z3: Heaven Chapter (Shinn Asuka, Cayenne Suzushiro)
- Fate/Grand Order (Caster/Solomon, Archer/Tawara Touta)
- Naruto Shippuden: Ultimate Ninja Storm 4 (Utakata)
- Summon Night 6: Lost Borders (Ishlar)
- Danganronpa V3: Killing Harmony (Korekiyo Shinguji)
- Valkyria Revolution (Maxim)
- Dissidia Final Fantasy: Opera Omnia (Zack Fair, Jack)
- Fire Emblem Heroes (Quan, Leif)
- Super Robot Wars V (Shinn Asuka, Daisuke Shima)
- Tales of the Rays (Senel Coolidge, Sogo Okita)
- Accel World Vs. Sword Art Online: Millennium Twilight (Ash Roller)
- Warriors All-Stars (Darius)
- Dragon Quest Rivals (Hargon, Malroth)
- Persona 3: Dancing in Moonlight (Sho Minazuki)
- Persona 5: Dancing in Starlight (Sho Minazuki)
- The King of Fighters: All Star (Sōgo Okita)
- Dragalia Lost (Thaniel, Vice)
- World of Final Fantasy: Maxima (Zack Fair)
- Kingdom Hearts III (Demyx)
- Final Fantasy VII Remake (Zack Fair)
- Tales of Crestoria (Senel Coolidge)
- BlazBlue Alternative: Dark War (Ripper)
- Balan Wonderworld (Balan)
- No More Heroes III (Buzariashvili Bishop)
- Super Robot Wars 30 (Anti/Gridknight)
- Crisis Core: Final Fantasy VII Reunion (Zack Fair)
- Fire Emblem: Engage (Leif)
- Final Fantasy VII: Ever Crisis (Zack Fair)
- Naruto x Boruto Ultimate Ninja Storm Connections (Utakata)
- Granblue Fantasy: Versus Rising (Sandalphon)
- Final Fantasy VII Rebirth (Zack Fair)
- Dragon Quest III HD-2D Remake (Alto sacerdote)

### Drama CD
- Amatsuki (Ginshu)
- Balettstar (Endō Akira)
- Bus Gamer (Mishiba Toki)
- Cherry Boy Sakuzen (Matsuoka Akira)
- D.N.Angel WINK Series (Keiji Saga)
- Dolls (Shota Mikoshiba)
- Eigoku Yoidan (Yuri Fordum)
- Fruits Basket (Kakeru Manabe)
- Fusatsugi (Tokura Hijiri, Kidōmaru, Shiten Hōji)
- Gate (Minamiyama Shigeru)
- Gensō Suikoden (Tir McDohl)
- Gintama (Okita Sougo)
- Hana to Akuma (Klaus)
- Hanayoi Romanesque (Hōshō Sumire)
- Kimi to boku (Tsukahara Kaname)
- Mobile Suit Gundam SEED Destiny (Shinn Asuka)
- Only the Ring Finger Knows (Fujii Wataru)
- Ouran High School Host Club (Hikaru Hitachiin)
- Parfait Tic! (Daiya Shinpo)
- Renai Trap (Tsuji Shinobu)
- Saint Beast (Fuga no Maya)
- Shōnen Bride (Matsūra Shinobu)
- Shōnen Onmyōji (Suzaku)
- Special A (Kei Takishima)
- Tenki Yohou no Koibito (Amasawa Chitose)
- Zombie Loan (Akatsuki Chika)